# Емпе
Емпе (нід. Empe) — село в нідерландській провінції Гелдерланд. Входить до муніципалітету Брюммен.
Перша згадка про населений пункт датується 1046-м роком.

## Галерея

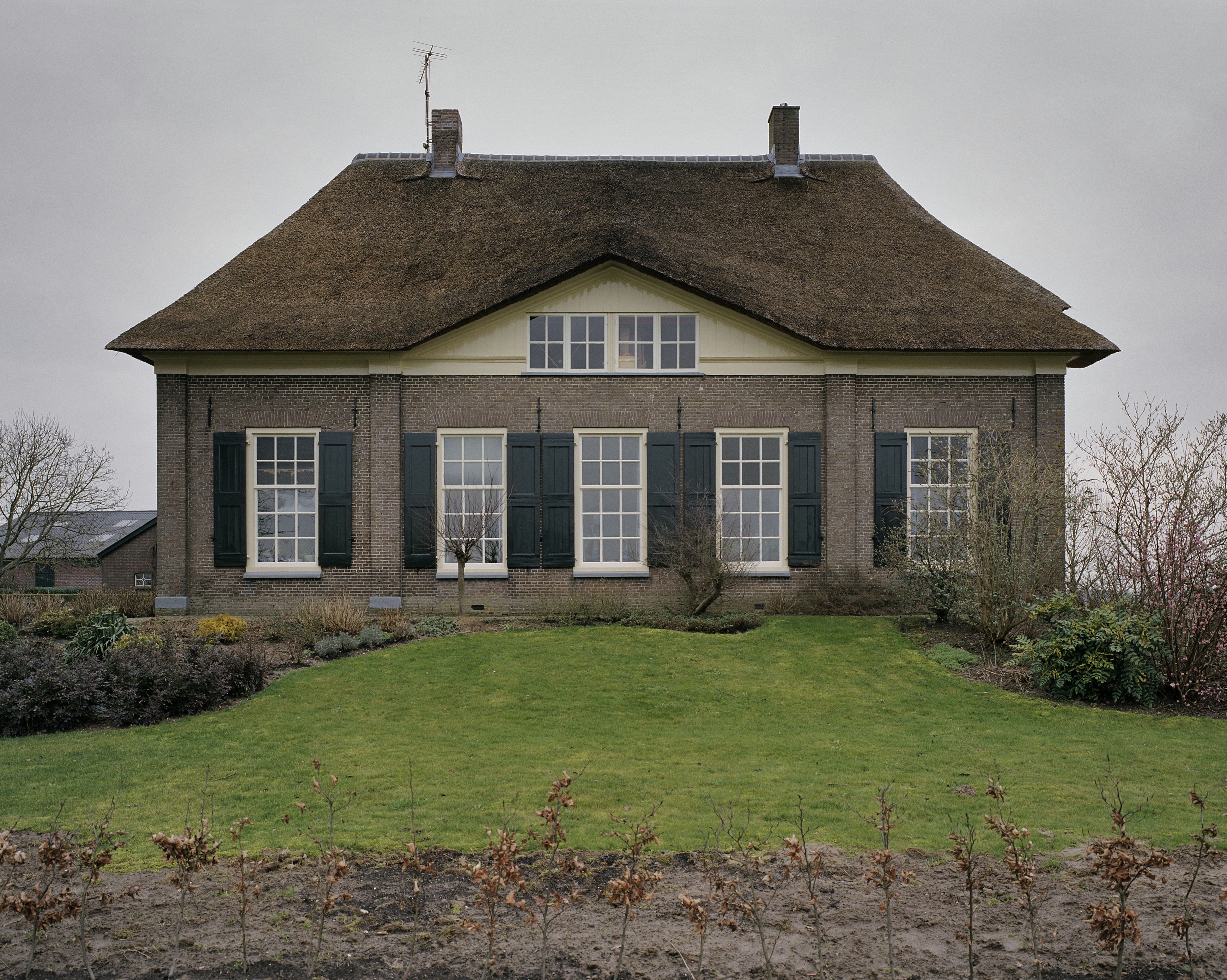
Ферма
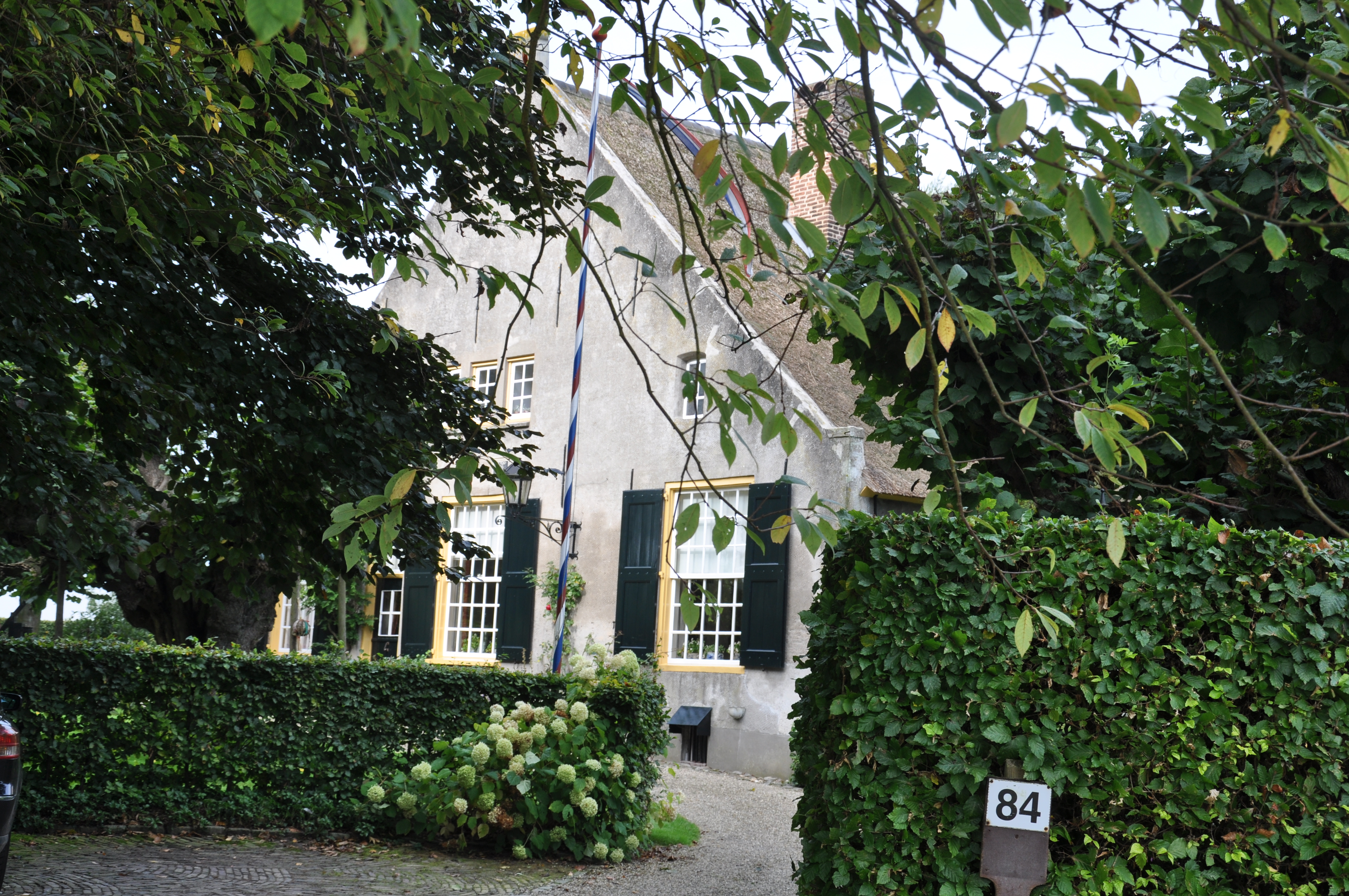
Ферма
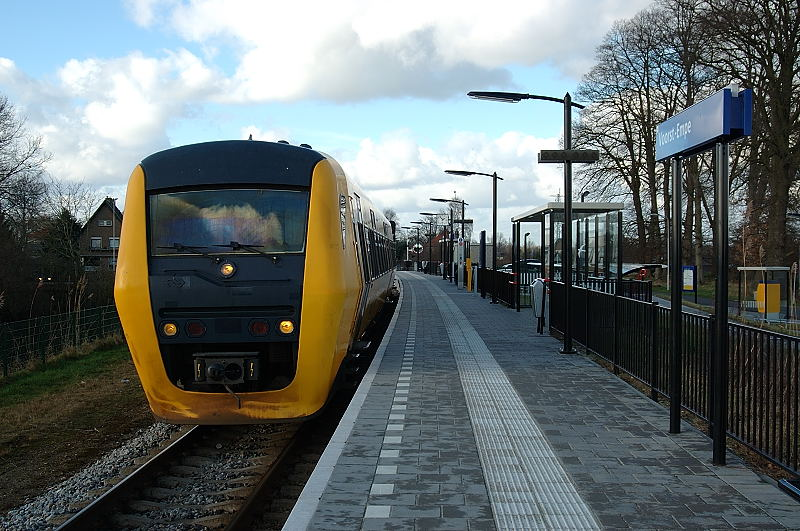
Залізнична станція Ворст-Емпе
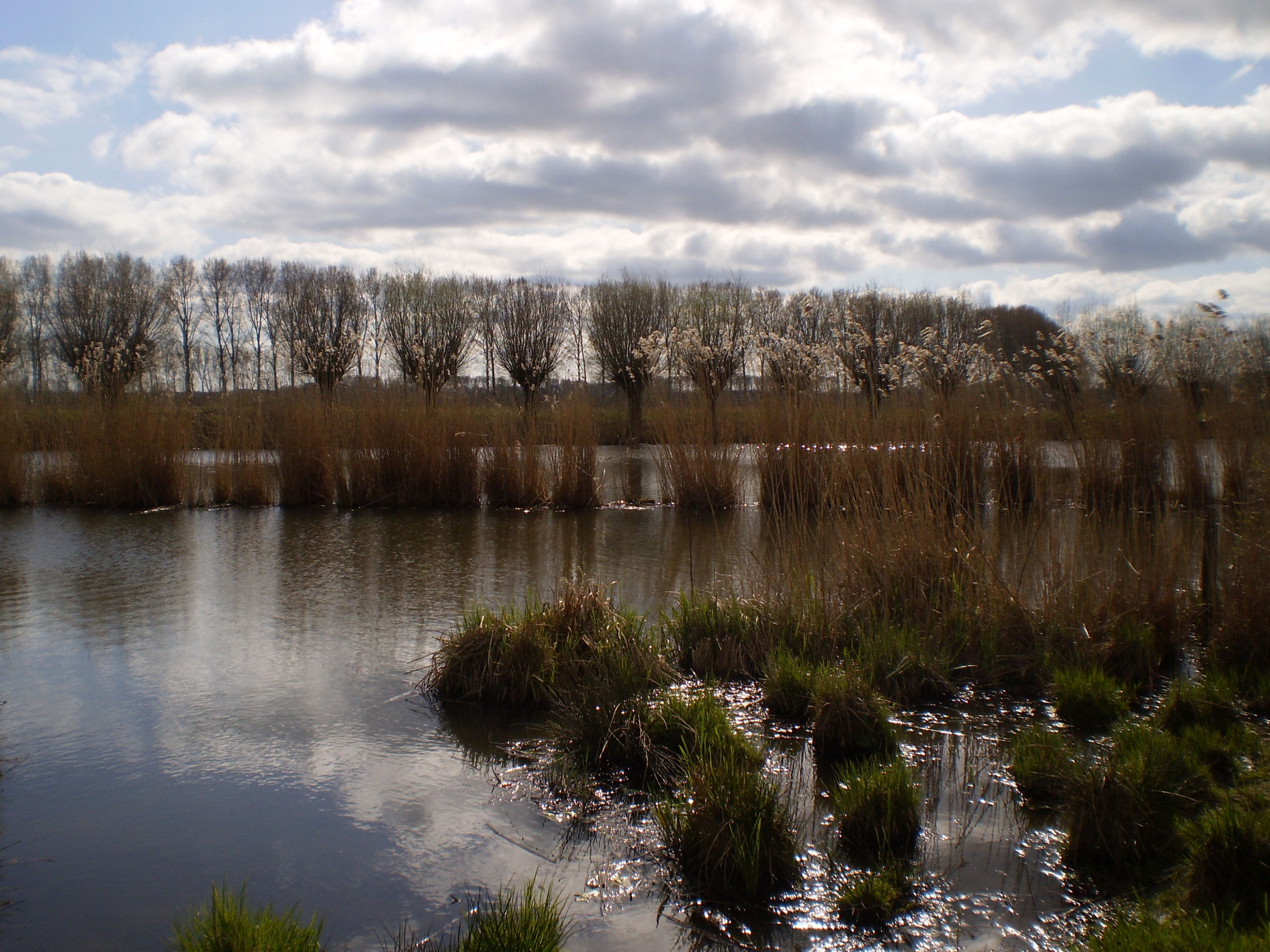
Течія річки Альте Іссель поблизу села